# Краснокрылый тинаму
Краснокрылый тинаму (лат. Rhynchotus rufescens) — птица из семейства тинаму. Распространена от юго-востока Бразилии до запада Боливии и центра Аргентины. Краснокрылый тинаму населяет пампасы, лесов избегает, держится открытых пространств. Как и все тинаму, он неохотно и плохо летает и способен за один раз преодолеть расстояние в 1 200 м.
Выделяют три подвида. При этом таксон Rhynchotus maculicollis, ранее считавшийся подвидом данного, теперь выделяют в отдельный вид птиц.